# Naturterz
Die Naturterz bezeichnet die große Terz in reiner Stimmung und entspricht dem Intervall zwischen der 4. und der 5. Position in der Naturtonreihe und einem Frequenzverhältnis von 5:4 (= 80:64). Das entspricht ungefähr 386,31 Cent. Der Begriff Naturterz wird vor allem dann benutzt, wenn klargestellt werden soll, dass nicht die große Terz in pythagoreischer Stimmung gemeint ist, die aus 4 Schritten im Quintenzirkel entsteht und ein Frequenzverhältnis von 81:64 hat. Das sind ungefähr 407,82 Cent. In der gleichmäßig temperierter Stimmung ist die große Terz mit exakt 400 Cent definiert.
Die Naturterz in der westafrikanischen Musik war wahrscheinlich eine Grundlage für die Entwicklung der charakteristischen Blue notes in afroamerikanischen Musikstilen wie Jazz und Blues. Die Terz wird dort frei zwischen großer und kleiner Terz intoniert, wobei man sich an der Naturterz orientiert.